# Сей Шонагон
Сей Шонагон (на японски: 清少納) е средновековна японска писателка.
Тя е най-известна със завършените през 1002 година „Записки под възглавката“, сборник с нейни впечатления, коментари, списъци, клюки, наблюдения и други неща, които са ѝ направили впечатление по време на живота ѝ в двореца. Служи като придворна дама в двора на императрица Фудживара но Теиши. Като дъщеря на известния поет Кийовара-но Мотосуке, тя също се изявява в поезията, но едва доколкото ѝ налага дворцовия етикет.
Сей Шонагон е псевдоним, съставен от Сей, китайска транскрипция на първия символ от фамилното ѝ име Кийовара, а шонагон е дворцов пост. Не е известно кой от роднините ѝ е бил шонагон. Най-често изказваното предположение за истинското ѝ име Кийовара Нагико (на японски: 清原諾子).

## Живот
Изключително малко се знае за живота на авторката освен това, което е написала в записките си. Произлиза от семейство с не особено високи привилегии в двореца. Нейният баща и дядо са известни поети, но никога през живота си не биват удостоени с висок ранг. На шестнайсет години се омъжва за Тачибана Норимицу и му ражда един син. След това се омъжва за втори път за Фудживара Мунейо и има второ дете – дъщеря. На двадесет и седем годишна възраст постъпва в числото на придворните дами на императрица Садако, жена на император Ичиджо. По това време това възрастта на Сей е смятана за твърде напреднала, за да се приобщава тепърва към живота в двореца. След като бащата на императрица Садако канцлер Фудживара но Мичитака умира, за нея и придворните ѝ настават тежки времена. По-късно и самата императрица умира през 1001 г. при раждане.
В книгата на Сей Шонагон липсва информация относно живота ѝ след смъртта на нейната покровителка, въпреки че „Записки под възглавката“ се предполага да е завършена между 1001 и 1010 година.